# Ifeoma Okoye
Ifeoma Mokwugo Okoye née le 21 décembre 1937 dans l'État d'Anambra au Nigéria, est une romancière nigériane. Pour Oyekan Owomoyela, elle est, par ses fans, « la plus importante romancière du Nigeria après Flora Nwapa et Buchi Emecheta ».

## Biographie

### Enfance, éducation et débuts
Ifeoma Okoye nait le 21 décembre, probablement en 1937 dans l'État d'Anambra au Nigéria. En 1959, elle obtient au Collège St Monica de Ogbunike un certificat d'enseignement. Après l'obtention de son certificat, elle enseigne pendant deux ans au Collège Sainte-Monique. De 1963 à 1967, elle fréquente l’école internationale All Saints à Enugu. Elle dirige de 1971 à 1974 sa propre école maternelle à Enugu. Ensuite en 1977, elle obtient une licence des arts en anglais à l'Université du Nigéria à Nsukka avec la mention honorable.

### Carrière
Connue pour ses nouvelles pour enfant, Okoye écrit également des livres pour adultes dont Behind the Clouds (en français, Derrière les nuages). Son livre, Behind the Clouds, parle d'un couple qui ne parvenait pas à avoir d'enfants et dont la faute retombait sur la femme plutôt que sur l'homme. Elle reçoit des prix pour Behind the Clouds et The Village Boy (en français, Le garçon du village) du Conseil national nigérian des arts et de la culture en 1983.
De 1986 à 1987, elle étudie à l'Université Aston en Angleterre, où elle obtient un diplôme de troisième cycle en anglais. Par la suite, elle enseigne l'anglais à l'Université Nnamdi Azikiwe jusqu'en 2000.

## Œuvres
La carrière d'écrivain de Okoye commence après ses années dans l'enseignement. Elle écrit des nouvelles et des romans. La majorité de ses œuvres sont des nouvelles pour enfants, mais elle écrit également quelques romans pour adultes.

## Prix et distinctions
Elle remporte aussi le prix de la meilleure fiction de l'année pour le roman Men Without Ears (en français, Hommes sans oreilles) en 1984. En 1985, elle reçoit un autre prix pour Daily Bread after Eze à la Foire nationale du livre d'Ife.